# Siti di interesse comunitario del Lazio
Sono presenti nella regione Lazio siti di interesse comunitario, località di rilevante interesse ambientale in ambito CEE riferiti alla regione biogeografica mediterranea". Le località, definite con l'acronimo SIC, sono state proposte sulla base del Decreto 25/3/2005, pubblicato sulla Gazzetta Ufficiale della Repubblica Italiana n. 157 dell'8 luglio 2005 e predisposto dal Ministero dell'Ambiente e della Tutela del Territorio e del Mare ai sensi della direttiva CEE.

## Elenco

### Aree marine
- Fondali tra le foci del Fiume Chiarone e Fiume Fiora
- Fondali antistanti Punta Morelle
- Fondali tra le foci del Torrente Arrone e del Fiume Marta
- Fondali tra Marina di Tarquinia e Punta della Quaglia
- Fondali tra Punta S. Agostino e Punta della Mattonara
- Fondali tra Punta del Pecoraro e Capo Linaro
- Fondali antistanti S. Marinella
- Secche di Macchiatonda
- Secche di Torre Flavia
- Secche di Tor Paterno
- Fondali tra Torre Astura e Capo Portiere
- Fondali tra Capo Portiere e Lago di Caprolace (foce)
- Fondali tra Capo Circeo e Terracina
- Fondali tra Terracina e Lago Lungo
- Fondali circostanti l'Isola di Palmarola
- Fondali circostanti l'Isola di Ponza
- Fondali circostanti l'Isola di Zannone
- Fondali circostanti l'Isola di Ventotene
- Fondali circostanti l'Isola di S. Stefano

### Provincia di Viterbo
- Acropoli di Tarquinia
- Comprensorio Tolfetano-Cerite-Manziate
- Comprensorio Bracciano-Martignano
- Bosco del Sasseto
- Caldera di Latera
- Calanchi di Civita di Bagnoregio
- Fosso dell'Acqua Chiara
- Faggeta vetusta depressa di Monte Raschio
- Faggete di Monte Raschio e Oriolo
- Fondali tra le foci del F. Chiarone e F. Fiora
- Fondali Antistanti Punta Morelle
- Fondali tra le foci del Torrente Arrone e del Fiume Marta
- Fondali tra marina di Tarquinia e Punta della Quaglia
- Fosso Cerreto
- Gole del Torrente Biedano
- Lago di Bolsena, isole Bisentina e Martana
- Lago di Mezzano
- Lago di Monterosi
- Lago di Vico
- Litorale a NW delle foci del Fiora
- Litorale tra Tarquinia e Montalto di Castro
- Litorale tra Tarquinia e Montalto di Castro
- Fiume Marta (alto corso)
- Fiume Mignone (basso corso)
- Mola di Oriolo
- Medio corso del Fiume Paglia
- Selva del Lamone - Monti di Castro
- Monte Cimino (versante nord)
- Monte Fogliano
- Monte Rufeno
- Monte Venere
- Monti Vulsini
- Monte Romano
- Monterozzi
- Necropoli di Tarquinia
- Pian dei Cangani
- Saline di Tarquinia
- Il Crostoletto
- Selva del Lamone
- Sistema fluviale Fiora - Olpeta
- Sughereta di Tuscania
- Area di S. Giovenale e Civitella Cesi
- Il "Quarto" di Barbarano Romano
- Travertini di Bassano in Teverina
- Valle Avanzana - Fuscello
- Valle del Fossatello
- Vallerosa
- Vallone del Rio Fuggio

### Provincia di Rieti
- Gruppo Monte Terminillo
- Monte Fausola
- Bosco Vallonina
- Lago di Ventina
- Laghi Lungo e Ripasottile
- Piana di San Vittorino - Sorgenti del Peschiera
- Gole del Velino
- Piana di Rascino
- Complesso del Monte Nuria
- Bosco Pago - Vacone
- Monte Tancia e Monte Pizzuto
- Fiume Farfa (corso medio - alto)
- Monte Degli Elci e Monte Grottone
- Monti della Duchessa (area sommitale)
- Monte Duchessa - Vallone Cieco e Bosco di Cartòre
- Inghiottitoio di Val de' Varri
- Grotta La Pila
- Lecceta del Convento Francescano di Greccio
- Forre alveali dell'Alta Sabina
- Formazioni a Buxus sempervirens del Reatino
- Monte Cagno e Colle Pratoguerra
- Pareti rocciose del Salto e del Turano

### Provincia di Roma
- Fiume Mignone (medio corso),
- Boschi mesofili di Allumiere
- Valle di Rio Fiume
- Monte Tosto
- Riserva naturale regionale Tor Caldara
- Monte Paparano
- Macchia di Manziana
- Caldara di Manziana
- Lago di Bracciano
- Valle del Cremera - Zona del Sorbo
- Riserva naturale Tevere Farfa
- Monte Soratte
- Macchia di S. Angelo Romano
- Antica Lavinium - Pratica di Mare
- Maschio dell'Artemisio
- Cerquone - Doganella
- Macchiatonda
- Sughereta del Sasso
- Bosco di Palo Laziale
- Macchia Grande di Focene e Macchia dello Stagneto
- Isola Sacra
- Macchia Grande di Ponte Galeria
- Lago di Traiano
- Castel Porziano (fascia costiera)
- Castel Porziano (querceti igrofili)
- Monte Gennaro (versante sud ovest)
- Monte Pellecchia
- Torrente Licenza ed affluenti
- Travertini Acque Albule (Bagni di Tivoli)
- Valle delle Cannuccete
- Monte Guadagnolo
- Grotta dell'Arco - Bellegra
- Monti Ruffi (versante sud ovest)
- Lago Albano
- Albano (Località Miralago)
- Monte Autore e Monti Simbruini centrali
- Monte Semprevisa e Pian della Faggeta
- Alta Valle del Torrente Rio
- Macchia della Spadellata e Fosso S. Anastasio
- Lido dei Gigli
- Tor Caldara (zona solfatare e fossi)
- Bosco di Foglino
- Litorale di Torre Astura
- Zone umide a ovest del Fiume Astura
- Grotta dell'Inferniglio
- Basso corso del Rio Fiumicino
- Villa Borghese e Villa Pamphili
- Sughereta di Castel di Decima
- Grotta degli Ausi

### Provincia di Latina
- Ninfa (ambienti acquatici)
- Laghi Gricilli
- Bosco Polverino
- Sugherete di S. Vito e Valle Marina
- Monti Ausoni meridionali
- Monte Leano
- Canali in disuso della bonifica Pontina
- Monte S. Angelo
- Lago di Fondi
- Lago Lungo
- Laghi di Fogliano, Monaci, Caprolace
- Lago di Sabaudia
- Foresta Demaniale del Circeo (vedi: Parco Nazionale del Circeo)
- Promontorio del Circeo (Quarto Caldo) (vedi Parco Nazionale del Circeo)
- Dune del Circeo (vedi: Parco Nazionale del Circeo)
- Isole di Palmarola e Zannone
- Duna di Capratica
- Costa rocciosa tra Sperlonga e Gaeta
- Promontorio di Gianola e Monte di Scauri
- Rio S. Croce
- Fiume Garigliano (tratto terminale)
- Monte Petrella (area sommitale)
- Monte Redentore (versante sud)
- Forcelle di Campello e di Fraile

### Provincia di Frosinone
- Versante meridionale del Monte Scalambra
- Monte Porciano (versante sud)
- Castagneti di Fiuggi
- Monte Viglio (area sommitale)
- Alta Valle del Fiume Aniene
- Grotta dei Bambocci di Collepardo
- Monte Tarino e Tarinello (area sommitale)
- Campo Catino
- Valle dell'Inferno
- Monte Passeggio e Pizzo Deta (versante sud)
- Monte Passeggio e Pizzo Deta (area sommitale)
- Vallone Lacerno (fondovalle)
- Lago di Posta Fibreno
- Monte Ortara e Monte La Monna
- Monte Caccume
- Grotta di Pastena
- Fiume Amaseno (alto corso)
- Monte Calvo e Monte Calvilli
- Bosco Selvapiana di Amaseno
- Parete del Monte Fammera
- Gole del Fiume Melfa
- Massiccio del Monte Cairo (aree sommitali)
- Sorgenti dell'Aniene